# Katedrála svatého Jiří (Lvov)

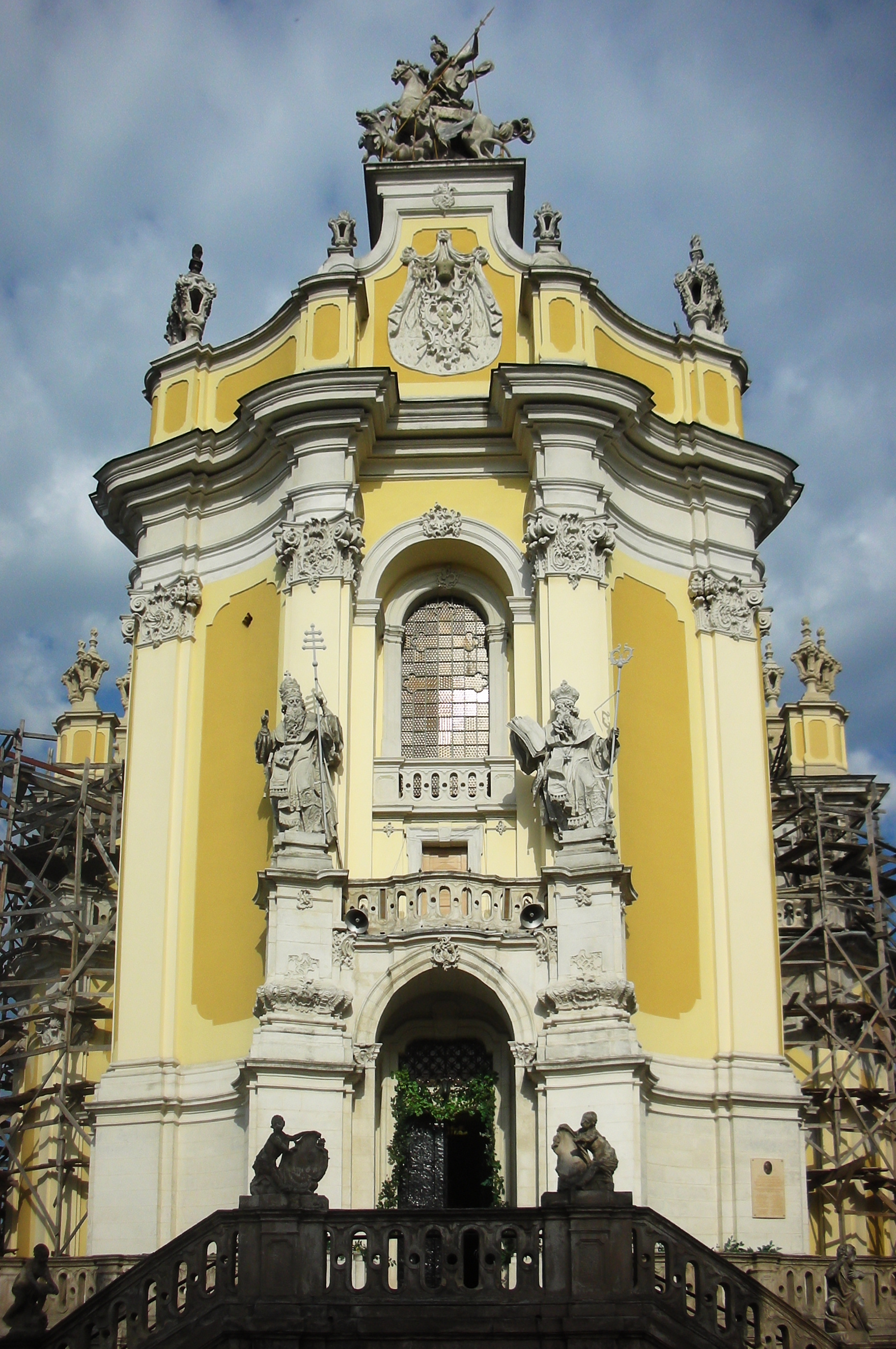
Katedrála sv. Jiří ve městě Lvov

Katedrála svatého Jiří (ukr. Собор святого Юра / Sobor svjatoho Jura) je barokně-rokoková katedrála lvovské archieparchie Ukrajinské řeckokatolické církve. Nachází se na náměstí svatého Jiří ve městě Lvov, v bývalém hlavním městě regionu Halič, který byl součástí Rakousko-Uherska.

## Historie
Ve městě Lvov stála na tomto místě první pravoslavná katedrála již v dobách existence staré Rusi, v roce 1280. Po dobytí města polským králem Kazimírem III. byl vybudován nový kamenný kostel v letech 1363 až 1437. Nynější katedrála byla vystavěna v barokním stylu v letech 1744 až 1764. Jejím hlavním architektem byl Bernard Meretyn, pracoval sochař českého nebo německého původu Jan Jiří Pinsel. Původně patřila řeckokatolickému řádu baziliánů. Později byla vybudována naproti katedrále i rezidence řeckokatolických metropolitů. V roce 1946 byla katedrála řeckokatolické církvi zabavena a získala ji Ruská pravoslavná církev. Tento stav trval až do roku 1990, kdy byla řeckým katolíkům navrácena.

### Současnost
Katedrála je chrámem Ukrajinské řeckokatolické církve a symbolem utrpení obyvatelstva během náboženského pronásledování této komunity. V kryptě katedrály se nacházejí i hrobky lvovských řeckokatolických metropolitů.